# Say Yes to the Dress
Say Yes to the Dress (Sí, quiero ese vestido en España y Vestido de novia en Latinoamérica) es un reality show estadounidense donde se transmiten las ventas individuales de vestidos de famosos diseñadores.

## Temática
Los episodios se basan aproximadamente en cinco mujeres, que van a las tiendas en busca de su vestido de novia. Durante el mismo las futuras novias comentan sobre su pareja, como la conocieron, el tipo de vestido que desean comprar y el presupuesto para la compra del vestido.
A la cita llevan a sus familiares, amigos y damas de honor para que las asesoren a buscar su vestido.
Los precios de los vestidos van aproximadamente de 500 dólares a 40 mil.

## Programas dependientes
1. Say Yes to the Dress: Atlanta (julio-septiembre de 2010) (julio de 2011 -): es primero en salir al aire. Está basado en dos tiendas, Bridals by Lori, una tienda de novias en Atlanta, Georgia, en el trabaja Randy Fenoli y la encargada del local Lori Allen. Eventualmente trabaja Monte Durham junto a Melissa pero en el local Kleinfeld Bridal de Manhattan.
2. Say Yes to the Dress: Big Bliss (septiembre–octubre de 2010)(abril 2011-): La tienda, el personal, el lugar y los productores son los mismos que la serie original, pero está dedicado a las mujeres con sobrepeso o de tallas grandes. El personaje principal es Randy Fenoli.[2]
3. Say Yes to the Dress: Randy Knows Best (1 de abril de 2011–): En este programa Randy Fenoli aporta sus mejores consejos sobre una variedad de categorías de novia. Ejemplo: ¿Cuál es el mejor vestido para tu tipo de cuerpo, la elección de un vestido para complementar un lugar o un tema, y decidir a quién o qué traer a su cita nupcial.[3][4][5]
4. Say Yes to the Dress: Bridesmaids (julio 2011-): Esta edición está dedicada a las damas de honor. Se centra en la sala de exposiciones dama de honor de Bridals by Lori en Atlanta, Georgia, al igual que Say Yes to the Dress: Atlanta.
5. Say Yes to the Dress: Monte's Take: (julio 2011-): El programa cuenta con la conducción de Monte Durham, es similar al de Randy Fenoli, en el mismo ofrece consejos y trucos sobre la realización de la boda.

## Salones
1. Bridals by Lori (Atlanta).
2. Kleinfeld (Nueva York).[6][7]

## Elenco
Bridals by Lori
1. Lori Allen: Encargada de Bridals by Lori.[8]
2. Randy Fenoli:[9] Director de moda. Ayuda a las vendedoras a "conseguir" el vestido para la novia. Trabaja en Atlanta, Big Bliss y Randy Knows Best.
3. Gina García: Recepcionista.

Kleinfeld
1. Mara Urshel y Ronald Rothstein:[10] Propietarios de Kleinfeld.
2. Ronnie Rothstein: Copropietario.
3. Monte Durham: Director de moda.[11] Trabajó en Atlanta y luego en Kleinfeld. Ahora tiene su propio programa.
4. Joan Roberts: Directora de venta y gerente de novias. Trabaja en Kleinfeld junto a Nicole Sacco y Dorothy Silver.
5. Dorothy Silver: Directora de ventas y comercialización. Trabaja en Kleinfeld, junto a Nicole Sacco y Joan Roberts.
6. Nicole Sacco: Directora de Equipamiento y Ventas de Kleinfeld. Trabaja con Dorothy Silver y Joan Roberts.
7. Nitsa Glezelis: Directora de cambios y arreglos en Kleinfeld. Trabaja junto a Vera Skenderis.
8. Vera Skenderis: Gerente de alteraciones. Ella trabaja junto a Nitsa Glezelis.

### Asesores
Trabajan con Randy
1. Melissa.
2. Keasha Rigsby.[12]
3. Jamy.
4. Camille Coffey.[13]
5. Dianne.

Trabajan con Monte
1. Robin Gibbs.[14]
2. Flori Waters.[15]
3. Michelle Perotta.[16]
4. Ani.
5. Carli Wells.
6. Claudia Ghetu
7. Debbie Asprea.
8. Sarah Valasquez.
9. Audrey Pisani
10. Jamy.

Trabajan en Bridesmaids
1. Krystle.
2. Courtney.
3. Brandon.
4. Ronald Rothstein.

## Diseñadores
En la tienda se encuentran vestidos de famosos diseñadores:
1. Pnina Tornai.[17]
2. Lazaro
3. Henry Roth
4. Michelle Roth
5. Randy Fenoli
6. Tony Ward
7. Anne Barge
8. Hayley Paige
9. Eve of Milady
10. Paloma Blanca
11. Martina Liana
12. Essense of Australia
13. Reem Acra

## Transmisiones
- México: Vestido de Novia (Discovery Home & Health).El resto no se transmite aún.
- Argentina: Atlanta con Randy Fenoli (Discovery Home & Health) - Atlanta con Monte Durham y Big Bliss (E! Entertainment Television). El resto no se transmite aún.
- España: Atlanta y Big Bliss (Divinity).[18][19]
- Estados Unidos: Todos por TLC.
- Chile: Vestido de Novia (Discovery Home & Health). El resto no se transmite aún.